# Hartmanice (district de Klatovy)
Pour les articles homonymes, voir Hartmanice.
Hartmanice (en allemand : Hartmanitz) est une ville du district de Klatovy, dans la région de Plzeň, en République tchèque. Sa population s'élevait à 944 habitants en 2024.

## Géographie
Hartmanice se trouve à 28 km au sud-est de Klatovy, à 64 km au sud de Plzeň et à 124 km au sud-ouest de Prague.

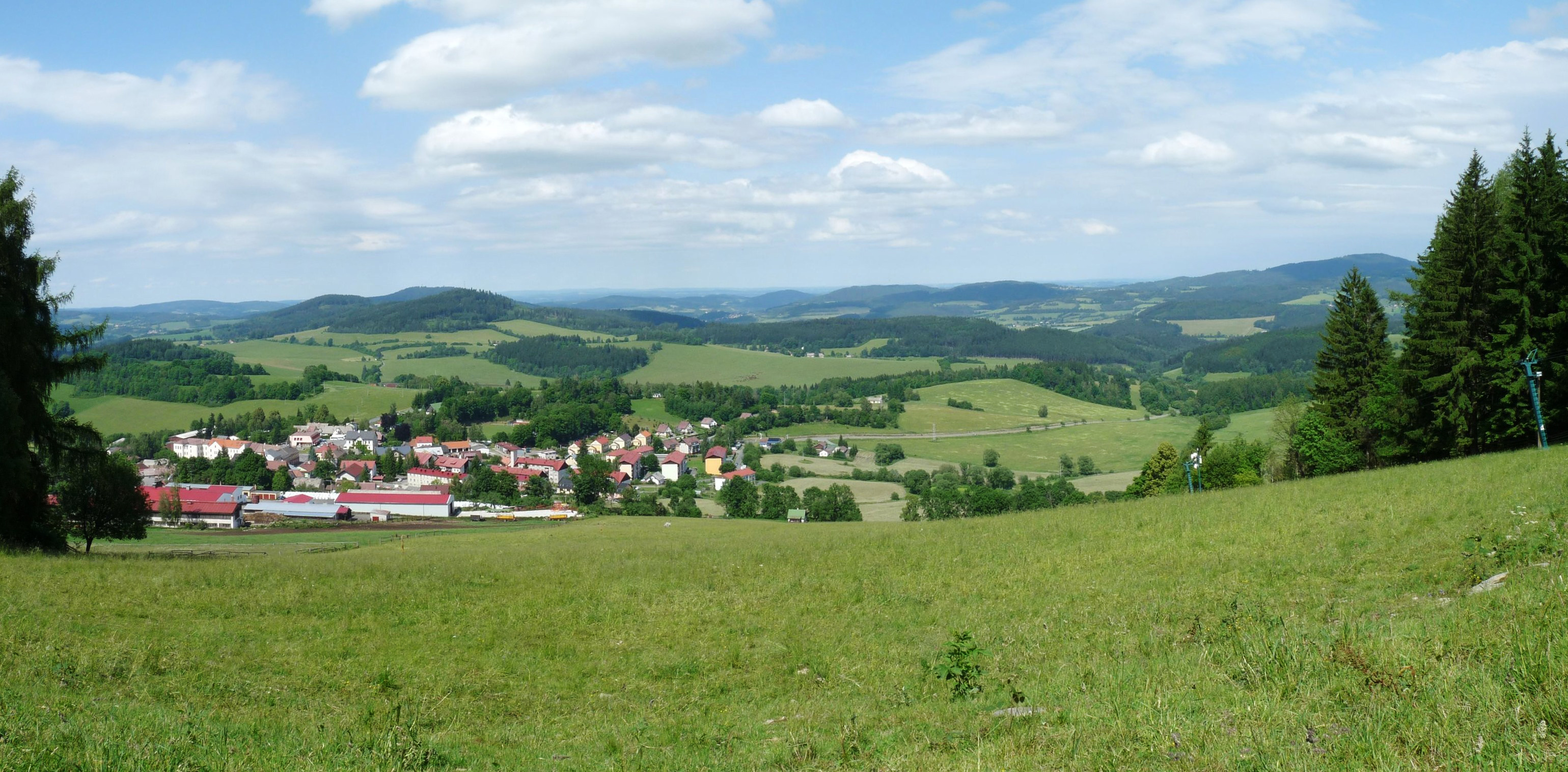
Hartmanice vue depuis le sentier pédagogique de Hamižná.

La commune est limitée par Hlavňovice et Petrovice u Sušice au nord, par Sušice, Dlouhá Ves et Kašperské Hory à l'est, par Rejštejn et Srní au sud, et par Prášily et Čachrov à l'ouest.

## Histoire
La première mention écrite de la localité date de 1219.

## Administration
La commune se compose de 23 sections :
- Dobrá Voda
- Dolejší Krušec
- Dolejší Těšov
- Hartmanice
- Hořejší Krušec
- Hořejší Těšov
- Chlum
- Javoří
- Keply
- Kochánov
- Kříženec
- Kundratice
- Loučová
- Malý Radkov
- Mochov
- Palvinov
- Prostřední Krušec
- Světlá
- Štěpanice
- Trpěšice
- Vatětice
- Vlastějov
- Zálužice

## Galerie

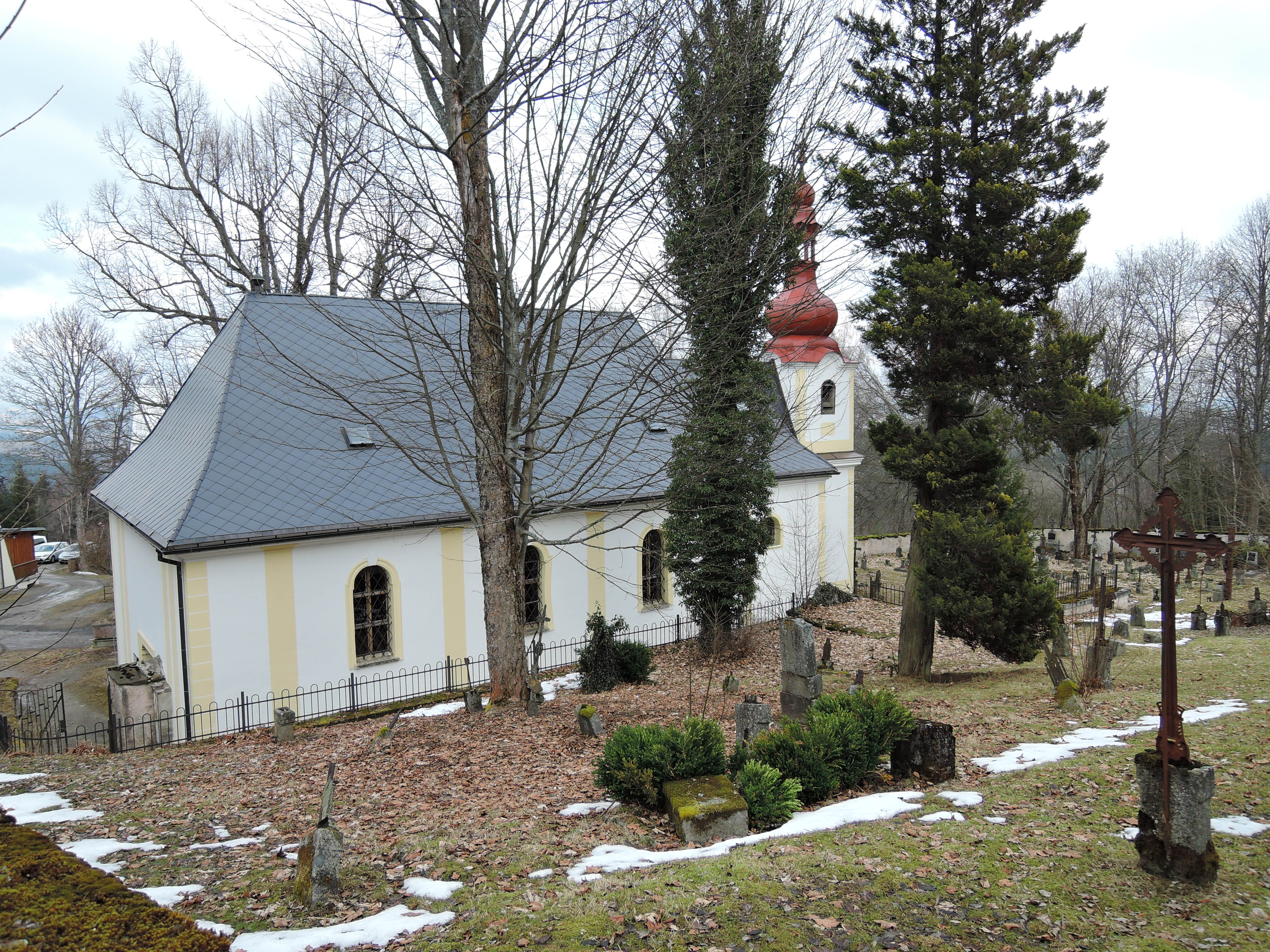
Dobrá Voda : église Saint-Gunther de Bohême.
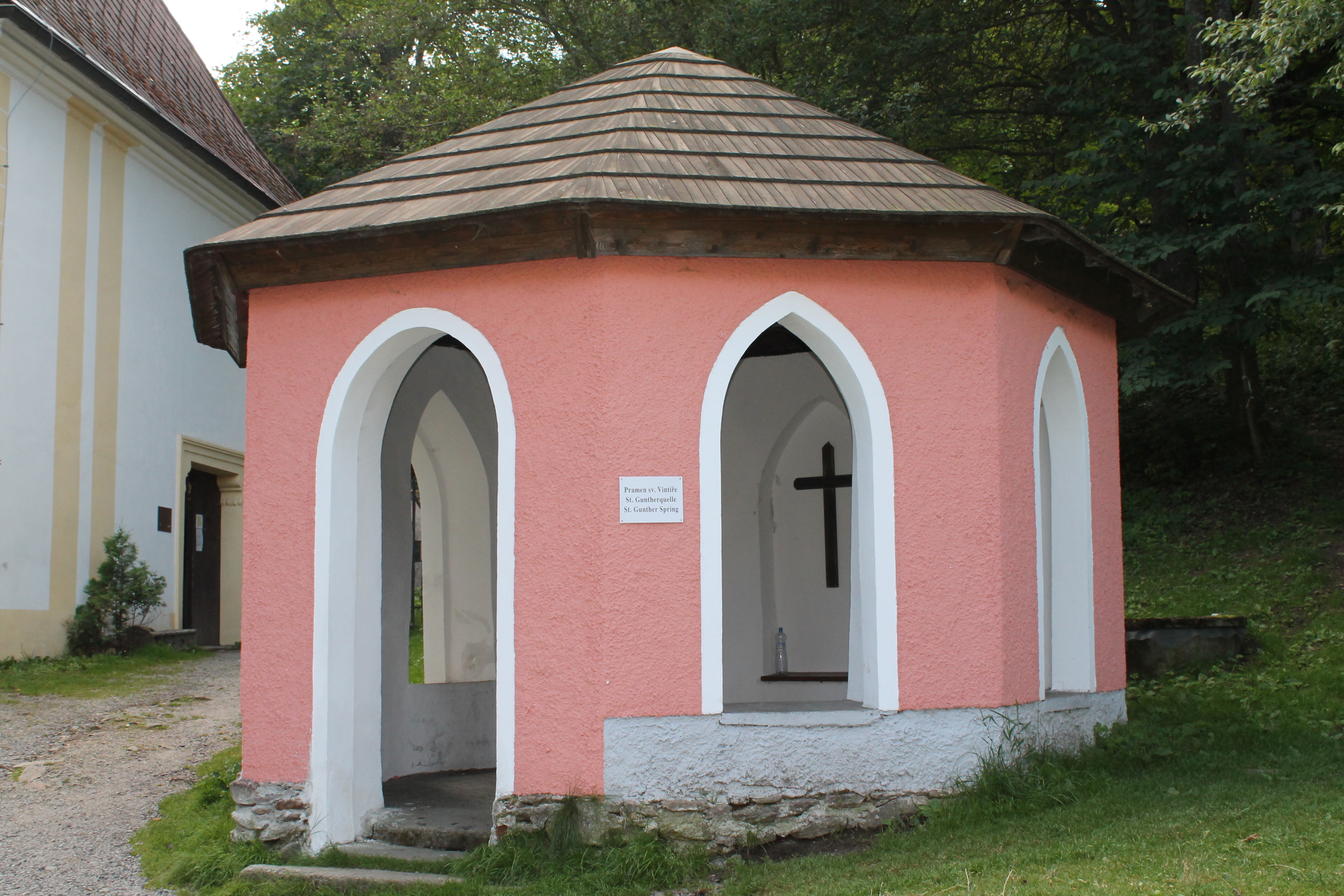
Fontaine et chapelle Saint-Gunther.

## Transports
Par la route, Hartmanice se trouve à 10 km de Sušice, à 32 km de Klatovy, à 76 km de Plzeň et à 142 km de Prague.

## Jumelage
Hartmanice est jumelée avec :
- Affoltern im Emmental (Suisse)
- Rinchnach (Allemagne)